# Vilamalur
Vilamalur (en castellà, en xurro Villamarut i oficialment, Villamalur) és un municipi valencià de la comarca de l'Alt Millars. Limita amb els municipis de Torralba, Aiòder, Suera, L'Alcúdia de Veo i Matet.

## Geografia
El nucli urbà està ubicat en un pintoresc emplaçament sobre una muntanya elevada per damunt dels camps i els barrancs, en el sector nord-occidental del Parc natural de la Serra d'Espadà. El poble es troba a una altura de 644 msnm i el terme municipal, molt accidentat, té una altura mitjana de 700 msnm. Entre les seues muntanyes destaquen l'Alt del Pinar, amb una altura de 1047 m, així com el Canabar, el Castillejo, el Cabezo, la Atalaya i la Buitrera.
Gran part del terme (unes 1.650 hectàrees) està poblat de grans extensions de bosc on les espècies predominants són el pi, la surera i l'alzina, mentres que 260 hectàrees estan ocupades per cultius.

## Història
Els orígens exactes de la població són desconeguts, si bé la fundació s'atribuïx a l'existència d'una suposada alqueria musulmana, fet avalat pel castell alçat en les proximitats, de fàbrica islàmica. Documentada des del 1236, aleshores formava part del senyoriu que Zayd Abu Zayd, últim governador almohade de València, posseïa estes terres després de la seua expulsió per Abu Abdallah Muhammad Aben Mardanix.
Antic lloc de moriscs (comptava amb 21 cases el 1609), va ser repoblat per aragonesos durant la primera meitat del segle xvii. Si bé el 1715 tenia 148 habitants, no experimentaria (al contrari del que va succeir amb la gran majoria dels pobles valencians) cap creixement demogràfic durant el segle xviii, ja que finals d'eixa centúria tenia 135 habitants. Encara que durant el XIX cresqué i arribà a tindre 546 habitants el 1900, a partir d'eixe any la població va iniciar una reculada contínua, que es feu més acusada a partir de 1960.

## Economia
Vilamalur basa la seua economia en l'activitat agrícola, principalment el cultiu de la cirera, en varietats molt selectes i de qualitat especial, molt afamades als mercats. També s'hi cultiva l'ametler i l'olivera.

## Demografia
| 1990 | 1992 | 1994 | 1996 | 1998 | 2000 | 2002 | 2004 | 2006 | 2008 | 2010 |
| ---- | ---- | ---- | ---- | ---- | ---- | ---- | ---- | ---- | ---- | ---- |
| 170  | 151  | 165  | 161  | 149  | 141  | 118  | 108  | 100  | 90   | 102  |

## Política i govern

### Alcaldia
Des del 2015 l'alcalde de Vilamalur és Juan Bautista Gimeno Guillén, del Partit Popular (PP).
| Període                       | Alcalde o alcaldessa         | Partit polític | Data de possessió | Observacions |
| ----------------------------- | ---------------------------- | -------------- | ----------------- | ------------ |
| 1979–1983                     | Ernesto Pérez Gimeno         | UCD            | 19/04/1979        | --           |
| 1983–1987                     | Ernesto Pérez Gimeno         | AP-PDP-UL-UV   | 28/05/1983        | --           |
| 1987–1991                     | Saturnino Zorita Fornás      | PSPV-PSOE      | 30/06/1987        | --           |
| 1991–1995                     | Alejandro José Pérez Sancho  | PP             | 15/06/1991        | --           |
| 1995–1999                     | José María Fornas Pastor     | PP             | 17/06/1995        | --           |
| 1999–2003                     | José María Fornas Pastor     | PP             | 03/07/1999        | --           |
| 2003–2007                     | José María Fornas Pastor     | PP             | 14/06/2003        | --           |
| 2007–2011                     | Heliodoro Gimeno Alegre      | PP             | 16/06/2007        | --           |
| 2011–2015                     | Lorenzo Gimeno Moliner       | PP             | 11/06/2011        | --           |
| 2015–2019                     | Juan Bautista Gimeno Guillén | PP             | 13/06/2015        | --           |
| 2019-2023                     | Juan Bautista Gimeno Guillén | PP             | 15/06/2019        | --           |
| Des de 2023                   | n/d                          | n/d            | 17/06/2023        | --           |
| Fonts: Generalitat Valenciana |                              |                |                   |              |

### Eleccions municipals de 2015
| Candidatura | Candidatura                               | Cap de llista                | Vots | Regidors | % vots |
| ----------- | ----------------------------------------- | ---------------------------- | ---- | -------- | ------ |
|             | Partit Popular de la Comunitat Valenciana | Juan Bautista Gimeno Guillén | 38   | 3        | 70.37  |
|             | Partit Socialista del País Valencià       | Pablo Salvador Ramal         | 15   | 0        | 27.78  |
|             | Nuls                                      |                              | 1    |          | 1.82   |
| Total       | Total                                     | 55                           | 55   | 3        |        |

## Monuments

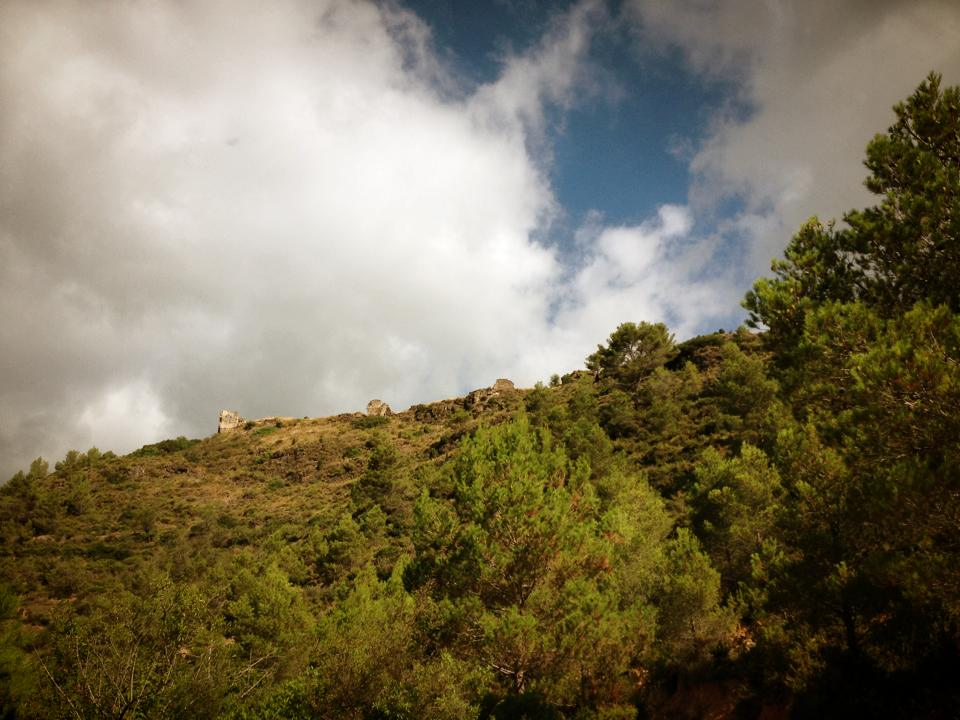
Castell de Vilamalur

Castell de VilamalurDel segle xiii. Es troba a la part alta de la muntanya, a la Partida denominada El Castell, a 759 metres d'altitud, a la part superior del nucli urbà de Vilamalur. El castell va ser conquistat per als cristians per l'últim governador almohade de València, Abú Zayd, el 1236. Posteriorment el va cedir al noble Ferrán Pérez. Era de grans dimensions, de planta poligonal irregular i completament circumval·lat per muralla. Encara que tot el conjunt està molt deteriorat, s'hi conserven grans elements de la muralla i algunes de les torres.
Retaule ceràmic de la Verge dels Desemparats i florerEstà catalogat com a bé d'interés local.
Forns de calçExistixen multitud de forns de calç en els quals es coïa la pedra per a transformar-la en calç, destaca la de la partida de Beniches, el Mas i Jupillo.
Església parroquialCatalogada com a bé d'interés local.
Nevera de Cuatro CaminosNevera de planta circular a un vessant orientat al nord-est. El dipòsit té un diàmetre exterior d'11 metres. La part exempta és de poca altura en el sector sud-oest i major al nord-est, per la qual cosa està envoltada d'un tarús de subjecció amb el material de l'excavació del pou.
Poblat ibèricDel segle iv aC, es van trobar restes de ceràmica. Encara es poden admirar deu torretes, datades de l'etapa morisca i fins i tot de les guerres carlistes, que envolten tot el cim de la muntanya.

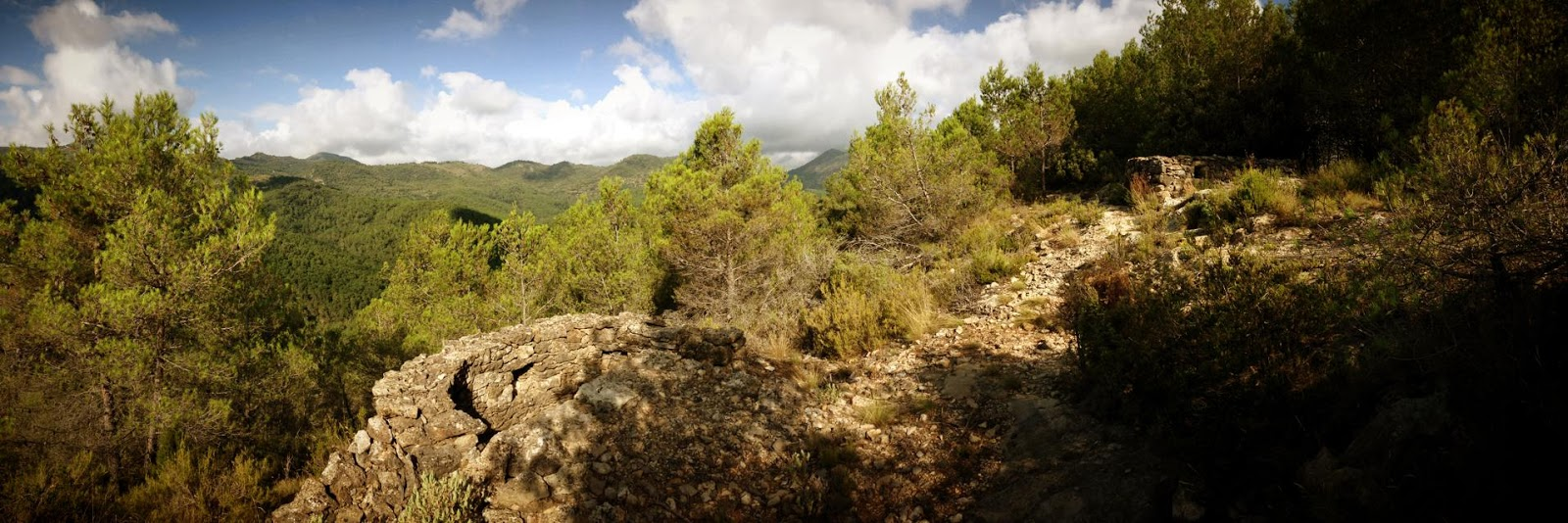
Trinxeres de Vilamalur

Trinxeres de la Guerra civil espanyolaComprén una muntanya tota envoltada de trinxeres construïdes durant la Guerra Civil. Les altures de les diferents muntanyes i la seua ubicació estratègica van propiciar que es construïren en este lloc durant la guerra. N'hi han a les muntanyes del Lobanar, Nevera, Castillejo i Castillo, però el conjunt més destacat el formen les existents a les partides del Cabezo i Jupillo, on formen una construcció digna de ser vista.

## Festes i celebracions
Santa CreuAl mes de maig.
Festes patronalsDe l'1 al 14 de setembre en honor de la Verge del Roser.
Verge dels DesemparatsDel 7 al 14 de maig. El segon diumenge del mes de maig, a les 8 del matí, es realitza l'Aurora i posteriorment el Rosari. A les 12, la missa major amb repartiment de Congrete i a la vesprada processó. El Cant de l'Aurora és un dels actes més tradicionals de la localitat. A les 8 del matí es reunixen un grup de tocadors amb acordió, guitarres, bandúrries, llaüt, etc. així com cantadors.
Sant AntoniEl 17 de gener.